# Harspelt
Harspelt (en luxemburgués: Haaschpelt) es un municipio alemán del distrito de Bitburg-Prüm, en Renania-Palatinado.

## Geografía
Hace frontera con la comuna belga de Burg-Reuland por el oeste.
Incluye los barrios de Harspeltermühle y Hubertyshof.
|                     | Norte: Lützkampen                       |                |
| Oeste: Burg-Reuland |                                         | Este: Herzfeld |
|                     | Sur: Eschfeld, Roscheid y Sevenig (Our) |                |